# カトリック北一条教会
カトリック北一条教会（カトリックきたいちじょうきょうかい）は、北海道札幌市にあるカトリック札幌司教区の教会およびその聖堂。カトリック札幌司教区の大聖堂（司教座聖堂）であり、聖堂名は「守護の天使」である。ロマネスク風の中央の塔や左右のゴシック風の小尖塔、外壁や窓には連続した装飾が施され、中世の風格を表している。

## 歴史
1891年に北２条通側に建設された仮聖堂を起源として、フランス人司祭のアンリー・ラフォンが1898年に聖堂と司祭館を兼ねた北一条教会を建立した。厳冬に備え石造とされた。当初は函館教区の一教会であったが、札幌の興隆と信徒の増加により1915年に札幌が使徒座知牧区となった際にキノルド神父が知牧として座し、1929年に使徒座代理区となった際にキノルド名義司教が代理として座した。
1943年、西側の伝道館が陸軍に接収された（終戦まで）。1953年にカトリック札幌司教区が成立すると北一条教会は大聖堂となった。
1965年、楽楼と玄関の増築を行った。

## 交通アクセス
- 札幌市営地下鉄東西線 バスセンター前駅 徒歩5分

## 周辺
旧札幌開拓使麦酒醸造所や旧三菱鉱業寮があり、開拓時代の産業振興の風格ある地区であったが、2010年代の「創成川東地区再開発事業」によりその面目を大きく変えることとなった。